# Атамбаєв Алмазбек Шаршенович
Алмазбе́к Шаршенович Атамба́єв (кирг. Алмазбек Шаршен уулу Атамбаев, нар. 17 вересня 1956, с. Аршані) — президент Киргизстану (2011—2017), прем'єр-міністр уряду (2010—2011), голова Соціал-демократичної партії Киргизстану. Почесний президент Федерації самбо Киргизстану.

## Життєпис
Народився 17 вересня 1956 року, в селі Аршані, Ворошиловського району, Фрунзенської області, Киргизької РСР.
1980 закінчив Московський інститут управління за спеціальністю інженер-економіст, організатор управління виробництвом.
1989 зайнявся бізнесом. У 1995—2000 був депутатом киргизстанського парламенту.
Після Тюльпанової революції у 2005—2006 був міністром промисловості Киргизстану, у 2007 займав посаду прем'єр-міністра країни.
Після квітневої революції 2010 став заступником глави тимчасового уряду, проте 13 липня подав у відставку.
Виставляв свою кандидатуру на посаду прем'єр-міністра Киргизстану, не здобув необхідної підтримки в парламенті. Втім 17 грудня 2010 затверджений на посаді голови уряду — він став першим прем'єр-міністром країни після прийняття нової конституції.
30 жовтня 2011 в першому турі виборів його було обрано президентом Киргизстану. Вступив на цю посаду 1 грудня 2011.
21 травня 2015 — підписав закон, яким приєднав країну до Євразійського економічного союзу
2017 року добровільно пішов у відставку з посту президента. З того часу знаходиться в опозиції до чинної влади. Після відставки живе в резиденції селищі Кой-Таш, в підгір'ї за 20 км від Бішкеку.

## На посаді президента
На відміну від більшості обраних президентів країн Центральної Азії, Алмазбек Атамбаєв не прагнув продовжити свої повноваження понад термін, визначений конституцією, і передав владу мирним шляхом, ставши першим подібним прецедентом у сучасній історії Центральної Азії. Під його керівництвом країна прийняла конституційну реформу, яка посилила роль парламенту, а також запровадила біометричну виборчу систему, здійснену за допомогою Європейського Союзу.

Мартін Шульц і Алмазбек Атамбаєв

Атамбаєв підтримав гендерні квоти в парламенті та місцевих радах, спрямовані на усунення гендерного дисбалансу та активну підтримку жінок на політичній арені. Ці заходи стали запорукою створення більш збалансованого та представницького органу влади.
Киргизстан отримав статус GSP+ з ЄС під керівництвом Алмазбека Атамбаєва в 2015 році. Щоб зберегти статус GSP+, Киргизстан повинен був дотримуватися 27 міжнародних конвенцій. 7 із них пов’язані з правами людини – захист прав дітей, усунення дискримінації щодо жінок і меншин, захист свободи вираження поглядів, свободи зібрань, права на справедливий суд, забезпечення незалежності судової влади, а також економічні , культурні та соціальні права.
Атамбаєв підтримав започаткування Всесвітніх ігор кочівників у 2014 році з метою збереження та популяризації кочових традицій Центральної Азії.
Алмазбек Атамбаєв – єдиний президент Центральної Азії в історії регіону, який вшанував пам’ять жертв розстрілу карателями Російської імперії 1916 року. У 2015 році Алмазбек Атамбаєв відмовився від використання георгіївської стрічки, яка використовувалася в пострадянських країнах і Росії, як символ вшанування пам’яті повстання 1916 року. Це викликало протести серед російськомовного населення Киргизстану.
Під керівництвом Алмазбека Атамбаєва в Киргизстані досягнуто значних успіхів у сфері гендерної рівності. Для представництва жінок у списках Стортингу була введена квота в 33%. Крім того, було встановлено 30% квоту для представництва жінок у місцевих радах, що збільшило участь жінок у політичному житті.

### Гендерна політика
Під керівництвом Алмазбека Атамбаєва в Киргизстані було досягнуто значних успіхів у забезпеченні гендерної рівності. Запроваджено 33% квоту для представництва жінок у парламентських списках. Крім того, було встановлено 30% квоту для представництва жінок у місцевих радах, що збільшило участь жінок у політичному житті.
Під час президентства Атамбаєва жінки також вперше в історії були призначені на керівні посади, такі як генеральний прокурор, голова Верховного суду та голова комітету з питань оборони в парламенті.
Просекуляристський прапор у Киргизстані для захисту традиційних кочових прав киргизьких жінок
Було прийнято ключові закони, зокрема Закон про материнство, Закон про домашнє насильство та соціальні виплати при народженні дитини. День матері було офіційно встановлено як національне свято.
По всій країні були побудовані центри охорони здоров'я матері та дитини, мамологічні центри, жіночі онкологічні центри та центри гінекологічних захворювань, що покращило медичне обслуговування жінок.

Крім того, Атамбаєв активно проводив світську політику, протидіючи процесам ісламізації в країні, підтримуючи тим самим принцип відділення релігії від держави. Незважаючи на тиск з боку ісламських богословів і муфтіяту, Атамбаєв виступив на захист права киргизьких жінок одягатися за своїм бажанням:
"Слухайте, з 50-х років жінки в Киргизстані ходять в міні-спідницях, але жодна з цих жінок ніколи не думала надіти пояс смертника і підірвати когось. Давайте одягайте кирзовий чобіт на голову, але не дуйте. Тому що суть будь-якої релігії - це доброта, доброзичливість до людей. Ми повинні боротися з цим. Нехай вони носять міні-спідниці, але не підривають нікого, тому що головна проблема в світі сьогодні — це тероризм».

### Біометричні вибори

Федеріка Могеріні визнала «беззаперечні заслуги Алмазбека Атамбаєва у всебічному вдосконаленні виборчого процесу в республіці, а також розвитку демократичних інститутів».

Знаковою подією за час роботи Алмазбека Атамбаєва є також запровадження біометричних паспортів та біометричної виборчої системи, яка забезпечила прозорість виборів і виключила можливість для одного громадянина голосувати кілька разів. Проголосувати стало можливо лише після ідентифікації відбитка пальця.
За часів президентства Атамбаєва в країні була запроваджена система участі у виборах за біометричними даними, яка різко підвищила прозорість процедури голосування та усунула багато можливостей для фальсифікацій. Важливу роль у розвитку інституту демократичних виборів зіграв закон 2014 року «Про біометричну реєстрацію громадян Киргизької Республіки». Європейський Союз допоміг Киргизстану в організації парламентських виборів (2015), які були визнані чесними та конкурентними. Про цю допомогу Атамбаєв домовився під час свого візиту до Брюсселя під час переговорів із президентом Європейського парламенту Мартіном Шульцем та президентом Європейської ради Германом Ван Ромпеєм у 2013 році. Також у той час Атамбаєв вів активний діалог із президентом Європейської комісії Жозе Мануелем Баррозу. У багатьох випадках Генеральна прокуратура Киргизстану часто діяла від імені Атамбаєва, представляючи його інтереси. Часто вони були продиктовані тим, що керівництво Казахстану втручалося у виборчий процес у Киргизстані, особливо після того, як за місяць до виборів президент Казахстану зустрівся з одним із лідерів опозиції.
Федеріка Могеріні під час візиту до Киргизстану в 2017 році визнала «беззаперечні заслуги Алмазбека Атамбаєва у всебічному вдосконаленні виборчого процесу в республіці, а також розвитку демократичних інститутів».

### Думки про президентський термін
Джордж Сорос позитивно відгукнувся про Алмазбека Атамбаєва, заявивши, що «Киргизстану пощастило мати некорумпованого президента», зазначивши, що прихід до влади людини, яка не загрузла в корупції, є благом для демократичного розвитку країни. Олександр Сорос позитивно оцінив зусилля уряду Киргизстану з цифровізації в проекті Taza Koom. Володимир Путін охарактеризував Алмазбека Атамбаєва як людину, яка «тримає слово... З ним іноді важко про щось домовитися, але якщо про щось вже домовилися, він йде до кінця у виконанні досягнутих домовленостей».
Наприкінці президентського терміну Атамбаєва Генеральний секретар ООН Антоніу Гутерріш відвідав Киргизстан і заявив:
«Я був переконаний, що Киргизстан і народ країни віддані ідеям верховенства прав людини, демократії, і це насправді був важливий вибір для киргизького народу».

### Пам'ять про Середньоазіатське повстання 1916 року

Меморіал Середньоазіатського повстання 1916 року

Алмазбек Атамбаєв - єдиний президент Центральної Азії в історії регіону, який вшанував пам'ять жертв масового вбивства 1916 року, вчиненого каральними військами Російської імперії. Ця подія, відома як Уркун або Середньоазіатське повстання 1916 року, стала трагічною сторінкою в історії регіону. Відкриття пам’ятника стало символом шани та пам’яті про ті страшні події. Дії Атамбаєва підкреслили важливість історичної пам’яті та єдності перед обличчям минулих несправедливостей, і це рішення було розцінено як значний крок до національного примирення та зміцнення ідентичності народів Центральної Азії. 17 вересня 2016 року Президенти Киргизстану - Алмазбек Атамбаєв, Росії - Володимир Путін, Вірменії - Серж Сагсян і прем'єр-міністр Молдови Павел Філіп вшанували пам'ять загиблих покладанням квітів до Меморіалу загиблим в 1916 році в Аті. -Меморіальний комплекс Бейіт.
У жовтні 2017 року президент Киргизстану Алмазбек Атамбаєв підписав закон про встановлення в пам'ять про повстання та вихід киргизького народу «Дня історії та пам'яті предків», який відзначається 7-8 листопада.
У 2015 році Алмазбек Атамбаєв відмовився від використання георгіївської стрічки, яка використовувалася в пострадянських країнах і Росії, як символ пам’яті про повстання 1916 року. Це викликало протести серед російськомовного населення Киргизстану.

## В опозиції
Після того, як він залишив посаду 24 листопада 2017 року та передав посаду президента своєму наступнику та колишньому прем’єр-міністру Сооронбаю Жеенбекову, він обіймав посаду голови SDPK. На посаді президента він повернувся на політичну арену, особливо критикуючи власного наступника. Ця критика, яка почалася навесні 2018 року, здебільшого оберталася навколо встановлення Жеенбековим режиму сімейного клану. На той час ЗМІ почали рясніти заголовками про сімейно-клановий режим Жеенбекова та десятків його родичів у вищому державному апараті, посольствах та парламенті. 17 березня він висловив жаль, сказавши: «Я прошу вибачення у всіх за те, що привів цю людину до влади».
У червні 2019 року депутати проголосували за позбавлення Атамбаєва президентської недоторканності та закликали притягнути його до кримінальної відповідальності.

### Арешт
Генпрокуратура Киргизстану заявляла, що має підстави для порушення кількох кримінальних справ проти Атамбаєва.
7 серпня 2019-го резиденцію Атамбаєва штурмували спецпризначенці. 8 серпня його було затримано, після довгих перемовин він здався силовикам. Алзамбека за допомогою конвою вивезено з резиденції.

2019 Киргизькі протести в Кой Таш, поблизу столиці Бішкека

23 червня Атамбаєва було визнано винним в незаконному звільненні чеченського «злодія в законі» кримінального авторитета Азіза Батукаєва. Атамбаєва було засуджено до 11 років і двох місяців позбавлення волі з конфіскацією майна. У Атамбаєва конфіскували кілька автомобілів, земельні ділянки, нерухомість та інші активи. 30 листопада Верховний суд Киргизстану скасував вирок, а справу Атамбаєва щодо незаконного звільнення Батукаєва було надіслано на новий розгляд. Правозахисники та юристи назвали справу політично вмотивованою, оскільки вирок було винесено з великою кількістю грубих процесуальних порушень (аж до позбавлення підсудного права на останнє слово та участь у судових дебатах).
Віце-міністр внутрішніх справ, керівник операції із затримання Атамбаєва Курсан Асанов розповів, що під час штурму його резиденції в серпні 2019 року, коли більше тисячі представників правоохоронних органів штурмували його будинок у селі Кой-Таш, був наказ «екс-президента Атамбаєва живим не брати». Населення країни, а особливо населення Чуйської долини, розуміючи безглуздість звинувачень на адресу екс-президента Атамбаєва і розумно оцінюючи нападки влади на СДПК, як тиск на опозицію, стало на бік екс-президента Атамбаєва. 

### У в'язниці
У серпні 2019 року Атамбаєв був ув’язнений за звинуваченнями в корупції та ненавмисному вбивстві, але пізніше був виправданий за ними. 5 жовтня 2020 року учасники виборів звільнили його з в'язниці. У лютому 2023 року Атамбаєв був виправданий у всіх кримінальних справах проти нього[126]. 23 березня 2022 року Алмазбеку Атамбаєву внаслідок насильства з боку охоронців СІЗО було пошкоджено хребет, на його тілі були виявлені численні садна та сліди побоїв, що підтвердив 25 березня державний Національний центр запобігання катуванням. Киргизької Республіки, а потім медичним оглядом у Національному центрі кардіології.
Атамбаєву відмовили не тільки в лікуванні, але навіть у серйозному медичному обстеженні. Лише після спеціального візиту генерального секретаря Соцінтерну Луїса Аяла до Киргизстану у 2022 році та оприлюднення спеціальної заяви Соцінтерну Атамбаєва ненадовго помістили в клініку для обстеження.

### Міжнародна підтримка

З прем'єр-міністром Іспанії Педро Санчесом після звільнення

8 липня 2022 року Рада Соціалістичного Інтернаціоналу (63 політичні партії в усьому світі) виступила із заявою про те, що «спосіб, у який колишнього президента затримали, судили та засудили, порушує його законні права та права людини як обвинуваченого, порушує Кримінально-процесуальний кодекс Киргизії та порушує міжнародні судові норми».
Незважаючи на необхідність проведення двох операцій на стравоході, висновок про необхідність яких зробив державний РНКБ, де проходив обстеження Атамбаєв, до сьогодні ці операції не проведені. У Атамбаєва діагностували стравохід Барретта.Пізніше він був звільнений за підтримки президента Соціалістичного Інтернаціоналу та прем'єр-міністра Іспанії Педро Санчеса та перевезений до Іспанії для проведення медичних операцій. Атамбаєв був виправданий у всіх кримінальних справах проти нього.
Канцлер Німеччини Ангела Меркель привітала екс-президента Киргизстану Алмазбека Атамбаєва з Новим 2020 роком, коли він ще перебував у в'язниці.

## Зовнішня політика
2011— незабаром після обрання президентом, побував у Туреччині і підписав угоду з президентом Абдуллою Гюлем, в якій погодили збільшення товарообігу між країнами з $300млн 2011 року до $1млрд до 2015 року, а також була підписана угода на залучення турецьких інвестицій в економіку Киргизстану на суму $450 млн протягом наступних декількох років.
Атамбаєв як президент 4 рази відвідував Брюссель – у 2011, 2013, 2015 та 2016 роках. З 22 березня по 1 квітня 2015 року відбувся тур Атамбаєва європейськими країнами (Швейцарія, Австрія, Франція, Бельгія, Німеччина), під час якого було досягнуто низки домовленостей. досягли поглиблення та розвитку відносин у різних сферах - від культурного обміну до інвестиційної співпраці. ЄС надає постійну підтримку Киргизстану в проведенні демократичних реформ: у рамках домовленостей, досягнутих Атамбаєвим, у рамках двосторонньої співпраці на період 2014-2020 рр. ЄС виділив Киргизькій Республіці 184 мільйони євро на розвиток трьох ключових секторів – освіти, верховенства права та сільського розвитку. Візит Ангели Меркель до Киргизстану у 2015 році став першим візитом Федерального канцлера до цієї країни в історії незалежної Киргизької Республіки та першим в історії візитом Федерального канцлера Німеччини до регіону Центральної Азії. Киргизстан також отримав статус GSP+ з Європейським Союзом під керівництвом Алмазбека Атамбаєва в 2015 році. Щоб зберегти статус GSP+, Киргизстан повинен дотримуватися 27 міжнародних конвенцій. 7 із них стосуються прав людини – захисту прав дітей, усунення дискримінації жінок і меншин, захисту свободи слова, свободи зібрань, права на справедливий суд, забезпечення незалежності судової системи, а також економічних, культурних і соціальні права.
Атамбаєв також висловив бажання досягти більшої економічної та енергетичної незалежності від Росії
На початку 2012 року зустрічався у Москві з прем'єр-міністром Росії Медведєвим, він закликав до повернення Росією Боргу у $15 млн за використання авіабази в Канті.
Президент Киргизстану Алмазбек Атамбаєв рішуче заявив, що російська військова база також буде виведена з країни. Атамбаєв сказав:
«У майбутньому Киргизстан повинен покладатися і сподіватися тільки на свої збройні сили, а не на військові бази Росії, Америки чи іншої країни. Ми повинні будувати власну армію».

## Нагороди
- Президентський орден Сяйво (Грузія, 2013)[65]

## Виноски
1. ↑  Енциклопедія Брокгауз
2. ↑  Munzinger Personen
3. ↑  Киргизстан приєднався до путінського Євразійського економічного союзу. Архів оригіналу за 21 травня 2015. Процитовано 21 травня 2015.
4. ↑  Vasilevetsky, Alex (12 липня 2016). Еще сдержаннее. Зачем в Киргизии опять меняют Конституцию. Carnegie Endowment.
5. ↑  Азаттык, Радио (12 грудня 2016). Пересмотр Конституции в Кыргызстане: больше за, чем против. Радио Азаттык (рос.). Процитовано 9 серпня 2023.
6. ↑  Выборы в Кыргызстане прошли на конкурентной основе и предоставили избирателям большое поле для выбора, однако необходимо улучшить выборные процедуры и повысить прозрачность избирательного процесса, отмечают международные наблюдатели. osce.org (рос.). Процитовано 9 серпня 2023.
7. 1 2  UNDP (2016). Борьба с гендерным неравенством в политическом участии в Кыргызской Республике (PDF).
8. ↑  Кыргызстан и ВСП+: двери открыты, но войти в них трудно. Радио Азаттык (Кыргызская служба Радио Свободная Европа/Радио Свобода) (рос.). 28 листопада 2018. Процитовано 23 серпня 2022.
9. ↑  атамбаев всемирные игры - Google Search. www.google.com. Процитовано 3 серпня 2024.
10. ↑  Атамбаев: Восстание 1916 года и Уркун разбудили самосознание народа. Радио Азаттык (Кыргызская служба Радио Свободная Европа/Радио Свобода) (рос.). 3 серпня 2017. Процитовано 20 лютого 2024.
11. ↑  НИЯЗОВА, Анастасия БЕНГАРД, Махинур (8 квітня 2015). Георгиевская лента: отменить нельзя оставить -. 24.kg (рос.). Процитовано 20 лютого 2024.
12. ↑  НИЯЗОВА, Анастасия БЕНГАРД, Махинур (8 квітня 2015). Георгиевская лента: отменить нельзя оставить -. 24.kg (рос.). Процитовано 20 лютого 2024.
13. ↑  UNDP (2016). Борьба с гендерным неравенством в политическом участии в Кыргызской Республике (PDF).
14. ↑  ПОДОЛЬСКАЯ, Дарья (8 березня 2018). Министры, прокуроры, депутаты. Топ-10 женщин в политике Кыргызстана -. 24.kg (рос.). Процитовано 10 серпня 2024.
15. ↑  день матери кыргызстан атамбаев - Google Search. www.google.com. Процитовано 10 серпня 2024.
16. ↑  Автор (26 липня 2016). В Кыргызстане подожгли баннер, появление которого вызвало дискуссии. Радио Азаттык (рос.). Процитовано 22 серпня 2023.
17. ↑  Атамбаев: Пусть лучше ходят в мини-юбках, но никого не взрывают | Новости Таджикистана ASIA-Plus. www.asiaplustj.info. Процитовано 10 серпня 2024.
18. ↑  Атамбаев: биометрические паспорта обеспечат транспарентность выборов. politmer.kg. Архів оригіналу за 21 квітня 2023. Процитовано 23 серпня 2022.
19. ↑  Monitors Praise Kyrgyz Elections. Radio Free Europe/Radio Liberty (англ.). 5 жовтня 2015. Процитовано 19 грудня 2022.
20. ↑  Monitors Praise Kyrgyz Elections. Radio Free Europe/Radio Liberty (англ.). 5 жовтня 2015. Процитовано 7 травня 2023.
21. ↑  БЕНГАРД, Анастасия (19 вересня 2013). В Европу за демократией. 24.kg (рос.). Процитовано 7 травня 2023.
22. ↑  БЕНГАРД, Анастасия (19 вересня 2013). В Европу за демократией. 24.kg (рос.). Процитовано 7 травня 2023.
23. ↑  Федерика Могерини признала заслуги Атамбаева в развитии демократических институтов в Киргизии » "СНГ СЕГОДНЯ" - последние новости стран СНГ читайте на SNG.TODAY. "СНГ СЕГОДНЯ" - последние новости стран СНГ читайте на SNG.TODAY. Процитовано 3 листопада 2023.
24. ↑  Активисты потребовали от Атамбаева прекратить преследования правозащитников. Заноза. Архів оригіналу за 30 липня 2017. Процитовано 11 червня 2019. [Архівовано 2017-07-30 у Wayback Machine.]
25. ↑  Азаттык, Радио (21 вересня 2017). Бишкек "недоумевает" из-за встречи Назарбаева с Бабановым. Радио Азаттык (рос.). Процитовано 22 серпня 2022.
26. ↑  Федерика Могерини признала заслуги Атамбаева в развитии демократических институтов в Киргизии » "СНГ СЕГОДНЯ" - последние новости стран СНГ читайте на SNG.TODAY. "СНГ СЕГОДНЯ" - последние новости стран СНГ читайте на SNG.TODAY. Процитовано 3 листопада 2023.
27. ↑  CentralAsia: Кыргызстану повезло получить некоррумпированного президента, - Сорос (видео). centralasia.media. Процитовано 22 серпня 2022.
28. ↑  Алмазбек Атамбаев встретился с сыном Джорджа Сороса - Алексом. Радио Азаттык (Кыргызская служба Радио Свободная Европа/Радио Свобода) (рос.). 2 червня 2017. Процитовано 22 серпня 2022.
29. ↑  БЕНГАРД, Анастасия (16 вересня 2017). Владимир Путин: Алмазбек Атамбаев — человек, который держит слово -. 24.kg (рос.). Процитовано 22 серпня 2022.
30. ↑  Экономика; Политика; Общество; Президент; Парламент; Кабмин; Аналитика; Центр, Пресс; Кадры. Атамбаев и Гутерриш сделали заявление прессе. Новости Кыргызстана - КНИА «Кабар» (рос.). Процитовано 7 травня 2023.[недоступне посилання з 01.08.2023]
31. ↑  Атамбаев: Восстание 1916 года и Уркун разбудили самосознание народа. Радио Азаттык (Кыргызская служба Радио Свободная Европа/Радио Свобода) (рос.). 3 серпня 2017. Процитовано 20 лютого 2024.
32. ↑  Коротко о фильме "Уркун" и не только о нем. Радио Азаттык (Кыргызская служба Радио Свободная Европа/Радио Свобода) (рос.). 5 січня 2017. Процитовано 20 лютого 2024.
33. ↑  НИЯЗОВА, Анастасия БЕНГАРД, Махинур (8 квітня 2015). Георгиевская лента: отменить нельзя оставить -. 24.kg (рос.). Процитовано 20 лютого 2024.
34. ↑  НИЯЗОВА, Анастасия БЕНГАРД, Махинур (8 квітня 2015). Георгиевская лента: отменить нельзя оставить -. 24.kg (рос.). Процитовано 20 лютого 2024.
35. ↑  Атамбаев: Нельзя допустить семейно-кланового правления. Радио Азаттык (Кыргызская служба Радио Свободная Европа/Радио Свобода) (рос.). 6 квітня 2018. Процитовано 7 травня 2023.
36. ↑  Клан Жээнбековых. Что известно о родственниках президента и с какими семьями они связаны. kaktus.media (рос.). 9 липня 2019. Процитовано 7 травня 2023.
37. ↑  В чем провинились родственники Жээнбекова?. Вечерний Бишкек. 21 листопада 2018. Процитовано 7 травня 2023.
38. ↑  "Черный июль" — коррупция, бедность, крах Жээнбекова. kg.akipress.org. Процитовано 7 травня 2023.
39. ↑  Атамбаев: Прошу прощения перед всеми, что привел такого человека к власти. Я все исправлю. Кактус. 17 березня 2019. Процитовано 9 серпня 2019.
40. ↑  У Киргизії спецназ зі стріляниною штурмує будинок колишнього президента. РБК-Украина (рос.). Архів оригіналу за 7 серпня 2019. Процитовано 7 серпня 2019.
41. ↑  Спецназ затримав екс-президента Киргизії. РБК-Украина (рос.). Архів оригіналу за 8 серпня 2019. Процитовано 8 серпня 2019.
42. ↑  Екс-президента Киргизії засудили до 11 років в'язниці. РБК-Украина (рос.). Архів оригіналу за 25 червня 2020. Процитовано 23 червня 2020.
43. ↑  Верховний суд Киргизії скасував вирок Атамбаєву. РБК-Украина (рос.). Архів оригіналу за 30 січня 2022. Процитовано 30 листопада 2020.
44. ↑  Kyrgyz ex-president released from prison, case to be reviewed. Reuters (англ.). 14 лютого 2023. Процитовано 7 травня 2023.
45. ↑  Дело Батукаева: Адвокаты Атамбаева спустя два года обратились в Верховный суд. Радио Азаттык (Кыргызская служба Радио Свободная Европа/Радио Свобода) (рос.). Процитовано 7 травня 2023.
46. ↑  Атамбаев не должен был выжить во время штурма в Кой-Таше, - Курсан Асанов о приказе властей. Новости Кыргызстана. 8 жовтня 2020. Процитовано 13 лютого 2023.
47. ↑  Экс-президент Кыргызстана Алмазбек Атамбаев арестован. В страну вернулся политик Бабанов. BBC News Русская служба (рос.). Процитовано 7 травня 2023.
48. ↑  Kyrgyz ex-president arrested, accused of coup plan- state media. Reuters (англ.). 13 серпня 2019. Архів оригіналу за 20 лютого 2020. Процитовано 28 травня 2020.
49. ↑  Асадов, Бахыт (17 червня 2022). Атамбаев оправдан по двум уголовным делам. Azattyk. Процитовано 10 липня 2023.
50. ↑  Opposition in Kyrgyzstan claims power after storming government buildings. CNN. 6 жовтня 2020. Protesters then broke into the headquarters of the State Committee on National Security and freed former president Almazbek Atambayev, who was sentenced to a lengthy prison term this year on corruption charges after falling out with Jeenbekov, his successor.
51. ↑  У Атамбаева синяки на ногах и руках. Наццентр по предупреждению пыток посетил колонию №47. kaktus.media (рос.). Процитовано 23 серпня 2022.
52. ↑  У Алмазбека Атамбаева выявили сильное повреждение позвоночника. kaktus.media (рос.). Процитовано 23 серпня 2022.
53. ↑  Вероника. Алмазбека Атамбаева отправили на обследование в кардиологическую клинику (фото) - VESTI.KG - Новости Кыргызстана. vesti.kg (рос.). Процитовано 23 серпня 2022.
54. ↑  SI Declaration in Support of Almazbek Atambayev. Socialist International (англ.). Процитовано 23 серпня 2022.
55. 1 2  Глава правительства Испании: Атамбаев может находиться на лечении, сколько потребуется. kaktus.media (рос.). Процитовано 7 травня 2023.
56. ↑  КЫЗЫ, Гульмира МАКАНБАЙ (28 січня 2020). Канцлер Германии Ангела Меркель прислала открытку семье Алмазбека Атамбаева -. 24.kg (рос.). Процитовано 12 травня 2024.
57. ↑  20 Jan 2012 (20 січня 2012). Atambayev's Turkish affair needs domestic peace. Atimes. Архів оригіналу за 19 січня 2012. Процитовано 26-09-2016. [Архівовано 2012-01-19 у Wayback Machine.] (англ.)
58. ↑  БЕНГАРД, Анастасия (20 березня 2015). Чезаре Де Монтис: Евросоюз обязался предоставить Кыргызстану 184 миллиона евро в течение семи лет -. 24.kg (рос.). Процитовано 7 травня 2023.
59. ↑  Merkel In Kyrgyzstan For 'Historic' Visit. Radio Free Europe/Radio Liberty (англ.). 14 липня 2016. Процитовано 19 грудня 2022.
60. ↑  Кыргызстан и ВСП+: двери открыты, но войти в них трудно. Радио Азаттык (Кыргызская служба Радио Свободная Европа/Радио Свобода) (рос.). 28 листопада 2018. Процитовано 23 серпня 2022.
61. ↑  Atambayev reviews 2011 achievements. Central Asia Online. 29 грудня 2011. Архів оригіналу за 20 червня 2013. Процитовано 26-09-2013.
62. ↑  ІТАР-ТАРС, 1 листопада 2011
63. ↑  Atambayev Collects Rent For Russian Military Bases, But What Is Moscow Getting?. EurasiaNet. 26 лютого 2012. Архів оригіналу за 24 квітня 2016. Процитовано 26-09-2013. (англ.)
64. 1 2  Что стоит за заявлением Атамбаева о выводе российской базы из Кыргызстана | Евразия эксперт. eurasia.expert. Процитовано 7 серпня 2023.
65. ↑  State Awards Issued by Georgian Presidents in 2003-2015. IDFI (англ.). Архів оригіналу за 9 травня 2019. Процитовано 10 травня 2019.